# Daniil Petrov
Daniil Petrov (* 6. prosince 1999 Samara) je ruský lední hokejista hrající na pozici útočníka.

## Život
V mládí začínal v klubu CSK VVS Samara, poté ale přešel do České republiky, kde nastupoval za mládežnické výběry celku HC Energie Karlovy Vary, jenž ho považuje za svého odchovance. Mezi muži se prvně objevil v ročníku 2019/2020, kdy oblékal dres pražské Kobry, neboť začal studovat školu v metropoli. Po sezóně změnil působiště a přestoupil do kádru HC Slavia Praha.